# Daniel Svensson (handbollsspelare)
Daniel "Svesse" Svensson, född 2 augusti 1985, är en svensk tidigare handbollsmålvakt.
Daniel Svensson inledde karriären i Göteborgsklubben BK Heid. När han var 20 lämnade han moderklubben och började spela för Önnereds HK. Efter två år där valde han att spela för Alingsås HK. Med dem vann han SM-guld 2009. I Alingsås ådrog han sig en skada och började 2009 spela för HK Aranäs och var med om att föra klubben till elitserien. 2012-2016 spelade han för Hammarby IF. Han avslutade karriären 2016 efter en kortare period i portugisiska Sporting CP.
Efter han avslutade sin idrottskarriär fokuserade ”Svesse” på en ny civil karriär och utbildade sig till läkare. Han är nu del av det medicinska teamet i Hammarby handboll.  

## Klubbar
- BK Heid (–2005)
- Önnereds HK (2005–2007)
- Alingsås HK (2007–2009)[2]
- HK Aranäs (2009–2012)[3]
- Hammarby IF (2012–2016)[4]
- Sporting CP (2016)[5][6]